# David Bailey
David Bailey (Londra, 2 gennaio 1938) è un fotografo britannico.

## Biografia
Cresciuto nell'East Ham lasciò la scuola a 15 anni, fece i lavori più disparati, prima di arruolarsi nella RAF nel 1956. Nel 1957 mentre era di stanza a Singapore comperò la sua prima Rolleiflex biottica. Congedatosi nel 1958 decise di diventare fotografo, provò prima ad entrare al London College of Printing di Elephant & Castle ma venne scartato per mancanza di requisiti, divenne quindi fattorino nello studio fotografico di David Ollins, nel 1959 divenne assistente fotografo nello studio di John French (1907–1966). Nel 1960 fu assunto come fotografo nello studio Five di John Cole (1923–1995) e poco dopo ricevette il suo primo contratto da British Vogue.
Insieme con Terence Donovan (1936–1996) e Brian Duffy ha rappresentato lo spirito della  Swinging London degli anni sessanta: una rivoluzione culturale basata sull'edonismo e sulla curiosità per tutte le nuove idee e che vide fiorire nuove proposte nella musica nelle arti e nella moda. I fotografi furono per la prima volta delle stars, frequentavano  attori, musicisti e addirittura la famiglia reale e avevano spazio sui media alla pari dei personaggi che ritraevano. Bailey, Donovan e Duffy furono chiamati da Norman Parkinson "the Black Trinity", i fotografi che catturarono su pellicola gli anni 60.
Gli eroi della  Swinging London furono i protagonisti  della raccolta Box of Pin-Ups (1965): una pubblicazione presentata come una scatola di stampe. I  personaggi ritratti  furono, tra gli altri, Terence Stamp, i Beatles, Mick Jagger, Jean Shrimpton, PJ Proby, Cecil Beaton, Rudol'f Nureev  ed i gangster dell'east end Londinese Kray twins. L'inclusione dei due feroci delinquenti trovò la fiera opposizione di Lord Snowdon e questo impedì  la pubblicazione in America della raccolta  e la seconda edizione in Inghilterra, anche se molto richiesta, si fece mai. Box of Pin-Ups è ormai una rarità  ed il suo valore ha superato le 20.000 sterline, 
Nel 1966 fu realizzato il film Blow-Up di Michelangelo Antonioni. Argomento del film erano il lavoro e gli amori di un fotografo di moda londinese, il cui personaggio era ampiamente basato su Bailey.
Oltre che alla foto di moda, Bailey ha scattato a copertine di dischi per musicisti come i Rolling Stones e Marianne Faithfull. In Italia David Bailey ha collaborato con Vogue Italia dagli anni 70 fino al 1988, sotto la direzione di Franco Sartori, con la caporedattrice Lucia Raffaelli ha realizzato numerosissimi editoriali dedicati all'alta moda ed alle sfilate di Roma . Sempre in Italia ha realizzato la fotografia di copertina  del 33 giri Strada facendo di Claudio Baglioni, pubblicato nel 1981. Oltre al Lavoro di fotografo di moda si è anche cimentato nella regia di spot  televisivi e documentari, fra i documentari ricordiamo quelli su Andy Warhol, Sir Cecil Beaton e Luchino Visconti .
David Bailey è anche un profondo conoscitore della storia della fotografia di moda, nel 1985 ha selezionato le foto per un'esposizione sull'argomento al Victoria and Albert Museum, nel catalogo, introdotto da Martin Harrison  ha tracciato il percorso della fotografia di moda dalle origini fino a quei giorni, unendo ad una puntuale esposizione storiografica i suoi commenti ed opinioni, che rendono la lettura ancora più interessante.
Bailey si è sposato quattro volte: nel 1960 con Rosemary Bramble, nel 1965 con l'attrice Catherine Deneuve, nel 1975 con la modella Marie Helvin e nel 1986 con la modella Catherine Dyer. Nel 2001 gli è stato conferito l'Ordine dell'Impero Britannico.

## Opere
- Box of Pin Ups, Weidenfeld & Nicolson, 1965.
- Goodbye Baby & Amen: A Saraband for the Sixties, con Peter Evans, Coward-McCann, 1969.
- Andy Warhol, Dunbar, Mathews Miller, 1973, ISBN 978-0903811033.
- Beady Minces, Dunbar, Matthews Miller, 1973, ISBN 978-0903811026.
- Papua New Guinea, David Bailey, 1975, ISBN 978-0903811163.
- Mixed Moments, Olympus Optical Co (U.K.) Ltd, 1976, ISBN 978-0950526805.
- Trouble and Strife, Thames & Hudson, 1980, ISBN 978-0-500-54064-0.
- Mrs. David Bailey, Rizzoli, 1980, ISBN 978-0847803439.
- David Bailey's Book of Photography, J M Dent & Sons, 1981, ISBN 978-0460045315.
- Black & White Memories, J M Dent & Sons Ltd, 1983, ISBN 978-0-460-04539-1.
- Nudes 1981–1984, J M Dent & Sons Ltd, 1984, ISBN 978-0-460-04652-7.
- London SW1 Urban Landscapes, J M Dent & Sons Ltd, 1984, ISBN 0-460-04588-1.
- Imagine a Book for Band Aid, Thames & Hudson, 1985, ISBN 978-0-500-97323-3.
- Shots of Style, Victoria and Albert Museum, 1985, ISBN 978-1851770816.
- The Naked Eye: Great Photographs of the Nude, con Martin Harrison, 1987, ISBN 978-0712616591.
- David Bailey's Masterclass, Hamlyn, 1988, ISBN 978-0-600-55883-5.
- The Lady Is a Tramp, Thames and Hudson, 1995, ISBN 0-500-54192-2.
- David Bailey's Rock and Roll Heroes, Bulfinch Pr, 1997, ISBN 978-0-8212-2392-5.
- Models Close Up: History of Modelling in the Twentieth Century, Channel 4 Books, 1998, ISBN 978-0752213231.
- Archive One: 1857-1969, Thames and Hudson, 1999, ISBN 978-0-500-54229-3.
- If we shadows, Thames and Hudson, 2000, ISBN 978-0-500-28255-7.
- Chasing raimbows, Thames and Hudson, 2001, ISBN 978-0-500-54241-5.
- Diamond Geezers, Blake Publishing, 2002, ISBN 978-1904034193.
- Down Under, con Rankin, Rankin Photography Limited, 2003, ISBN 978-0954491109.
- Locations: The 1970s Archive Hardcover, con Martin Harrison, Thames and Hudson Ltd, 2003, ISBN 978-0-500-54273-6.
- Bailey's Democracy, Thames and Hudson Ltd, 2005, ISBN 978-0-500-54315-3.
- Havana, Steidl, 2006, ISBN 978-3865212702.
- NY JS DB 62, Steidl, 2007, ISBN 978-3865214140.
- Pictures That Mark Can Do, Steidl, 2007, ISBN 978-3865213679.
- Is That So Kid, con Anjelica Huston, Steidl, 2008, ISBN 978-3865216328.
- 8 Minutes, Steidl, 2009, ISBN 978-3865218643.
- Eye, Steidl, 2009, ISBN 978-3865217080.
- Delhi Dilemma, Steidl, 2010, ISBN 978-3869301280.
- Look, Phaidon, 2010, ISBN 978-0-7148-5783-1.
- Flowers, Skulls, Contacts, Steidl, 2010, ISBN 978-3869301280.
- Heroes, con Dylan Jones, Thames and Hudson Ltd, 2010, ISBN 978-0-500-54396-2.
- Exposed, National Portrait Gallery Pubns, 2014, ISBN 978-1855144668.
- Bailey's East end, Steidl, 2014, ISBN 978-3869305349.
- Stardust, Skira, 2015, ISBN 978-8857227795.
- Tears and tears, Steidl, 2015, ISBN 978-3869309897.
- King's X, Heni Publishing, 2017, ISBN 978-0-993316-19-7.
- Wildlife Wanderer, Gomer Press, 2017, ISBN 978-1785621833.
- Bailey's Peru, Heni Pub, 2018, ISBN 978-1-912122-14-1.
- The David Bailey Sumo, Taschen, 2019, ISBN 978-3836558105.
- 128 Polaroids, Steidl, 2020, ISBN 978-3958297029.
- David Bailey, Macmillan, 2020, ISBN 978-1509896820.

## Mostre
- National Portrait Gallery, 1971[8]
- One Man Retrospective, Victoria and Albert Museum, 1983
- International Center of Photography (ICP) New York, 1984
- Curatore "Shots of Style" Victoria and Albert Museum, 1985[9]
- Pictures of Sudan for Band Aid at The Institute for Contemporary Arts (ICA) *1985
- Asta presso Sotheby's for Live Aid Concert for Band Aid, 1985
- Bailey Now! Royal Photographic Society in Bath 1989[10]
- Hamiltons Gallery, London, 1989[10]
- Fahey Klein Gallery, Los Angeles 1991[11]
- Camerawork Photogallerie, Berlin, 1997
- Carla Sozzani. Milan. 1997[12]
- A Gallery for Fine Photography, New Orleans. 1998[13]
- "Birth of the Cool" 1957–1969 & contemporary work  Barbican Art Gallery 1999[14]
- National Museum of Film, Photography & Television, Bradford. 1999–2000
- Moderna Museet, Stockholm, Sweden. 2000[15]
- City Art Museum, Helsinki, Finland 2000[16]
- Modern Art Museum, The Dean Gallery, National Galleries of Scotland, Edinburgh 2001[17]
- Bailey /Rankin Down Under Proud Gallery London[18]
- Joint with Damien Hirst "14 Stations of the Cross", Gagosian Gallery, 2004[10]
- Artists by David Bailey  Gagosian Gallery, 2004
- Democracy. Faggionato Fine Arts 2006[10][19]
- Havana. Faggionato Fine Arts 2006
- Pop Art Gagosian London 2007
- Galeria Hilario Galguera, Mexico 2007[20]
- Beatles to Bowie 2009 National Portrait Gallery[21]
- Pure Sixties Pure Bailey 2010 Bonhams, London 2010[22]
- Sculpture Pangolin London 2010[23]
- The Stockdale Effect, Paul Stolper Gallery, London 2010[24]
- David Bailey's East End. Compressor House, London, 2012.[25]
- David Bailey's East End Faces William Morris Gallery Walthamstow 2013[26]
- Bailey's Stardust, National Portrait Gallery, London 2014[27]
- Bailey's Stardust, National Gallery, Edinburgh 2015
- David Bailey Stardust, PAC Padiglione di Arte Contemporanea, Milano (Italia) 2015[28]
- It's just a shot away - Rolling Stones in photographs Tashen Los Angeles 2015[29]
- Tra la via Emilia e il West, Galleria Valeria Bella, Milano 2016[29]
- The Sixties, Gagosian Gallery 2019[30]